# 長野県道51号大町明科線
長野県道51号大町明科線（ながのけんどう51ごう おおまちあかしなせん）は、長野県大町市から安曇野市に至る県道（主要地方道）である。

## 概要
高瀬川右岸を通過する国道147号に対して、高瀬川左岸を長野県大町市から、北安曇郡池田町を経由して安曇野市明科に至る。

### 路線データ
- 起点：大町市大町（国道147号交点）

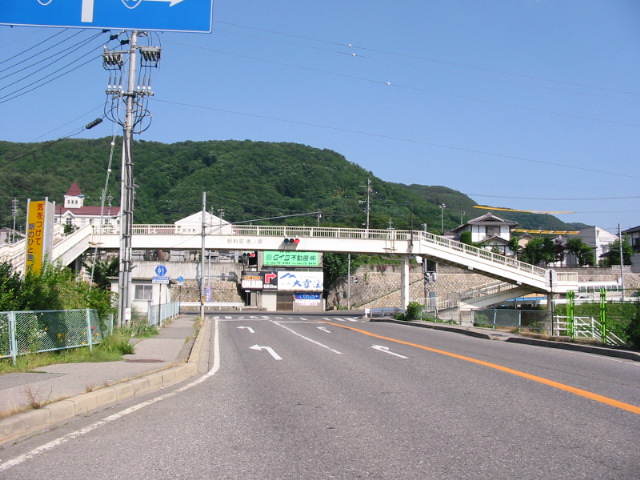
塔ノ原交差点（終点）

- 終点：安曇野市明科中川手（国道19号交点）

## 歴史
- 1959年（昭和34年）8月1日 - 大町明科線の認定。
- 1976年（昭和51年）4月1日 - 大町明科線を主要地方道へ指定[1]。
- 1993年（平成5年）5月11日 - 建設省から、県道大町明科線が大町明科線として主要地方道に指定される[2]。
- 2022年（令和4年） - 安曇野市穂高北穂高から豊科光の安曇野北ICまでの延長4.0 kmが、地域高規格道路松本糸魚川連絡道路安曇野道路として事業化された[3]。

## 路線状況

### 重複区間
- 長野県道275号上生坂信濃松川停車場線（北安曇郡池田町池田・池田3丁目交差点 - 池田1丁目交差点）
- 長野県道85号穂高明科線（安曇野市明科七貴・押野交差点 - 下押野交差点）

### 道の駅
- 道の駅池田（北安曇郡池田町会染）

## 地理

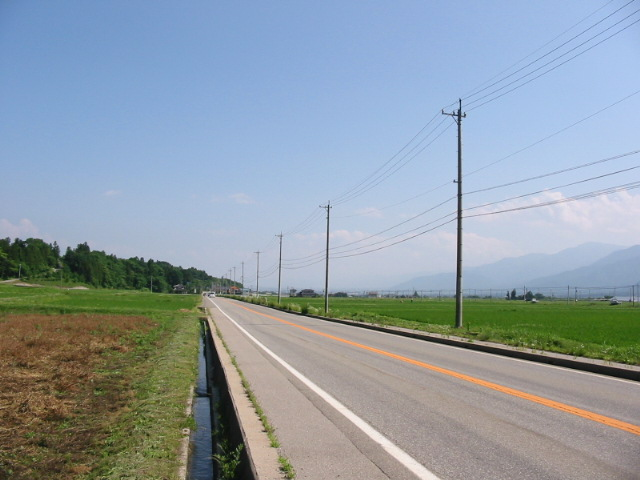
田園の中を通過する

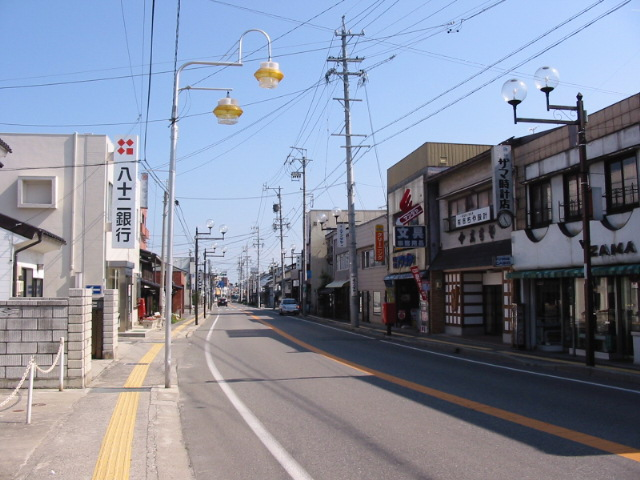
池田町市街

高瀬川の東を南下、安曇野の田園地帯を通過し、終点付近で犀川を横断する。長野県道の中では、平坦で直線が多く、北アルプスが眺望できる。

### 通過する自治体
- 大町市
- 北安曇郡
  - 池田町
- 安曇野市

### 交差する道路
- 国道147号・長野県道55号大町麻績インター千曲線（大町市大町・旭町交差点、起点）
- 長野県道334号大平大峰沓掛線（大町市社・宮本交差点）
- 長野県道274号宇留賀池田線（北安曇郡池田町池田・池田五丁目交差点）
- 長野県道275号上生坂信濃松川停車場線（北安曇郡池田町池田・池田3丁目交差点）
- 長野県道275号上生坂信濃松川停車場線（北安曇郡池田町池田・池田1丁目交差点）
- 長野県道329号原木戸安曇追分停車場線（北安曇郡池田町会染・渋田見交差点）
- 長野県道85号穂高明科線（安曇野市明科七貴・押野交差点）
- 長野県道85号穂高明科線（安曇野市明科七貴・下押野交差点）
- 国道19号（安曇野市明科中川手・塔ノ原交差点、終点）